# セルバーグクラス
数学におけるセルバーグクラス（Selberg class）とは、L-函数のクラスの公理的定義である。セルバーグクラスの元は、ディリクレ級数であり、L-函数、あるいはゼータ函数と共通に呼ばれる函数によって満たされる 4つの公理に従う。この 4つの公理は、これらの函数の本質的な性質を捉えていると思われる。このクラスの完全な性質は未だ予想にすぎないが、定義は保型形式やリーマン予想との関係に対して見方を与え、これらの分類と性質の説明を与えるのではないかと期待されている。このクラスは、アトル・セルバーグ (Atle Selberg) により (Selberg 1992) で定義された。

## 定義
セルバーグクラス S の定義は、 Re(s) > 1 で絶対収束するディリクレ級数
{\displaystyle F(s)=\sum _{n=1}^{\infty }{\frac {a_{n}}{n^{s}}}}
で、次の 4 つの公理を満たすもの全てと定義する。
1. 解析性: 函数 (s − 1)mF(s) は、ある非負な整数 m があり、有限のオーダーの整函数である。
2. ラマヌジャン予想: 任意の ε > 0; に対し、{\displaystyle a_{1}=1} であり、{\displaystyle a_{n}\ll _{\epsilon }n^{\epsilon }} である。
3. 函数等式: 次の形のガンマ要素が存在する。
{\displaystyle \gamma (s)=e^{i\phi }Q^{s}\prod _{i=1}^{k}\Gamma (\omega _{i}s+\mu _{i})}
ここに、{\displaystyle \phi } は実数であり、Q は実数で正、Γ はガンマ函数、ω1 は実数で正、μi は非負な実部を持つ複素数で、函数
{\displaystyle \Phi (s)=\gamma (s)F(s)\,}
は、
{\displaystyle \Phi (s)={\overline {\Phi (1-{\overline {s}})}};}
を満たす。
4. オイラー積: F(s) は、次のように素数を渡る積として書くことができる。
{\displaystyle F(s)=\prod _{p}F_{p}(s){\text{ for Re}}(s)>1\,}
ここに、
{\displaystyle \log F_{p}(s)=\sum _{n=0}^{\infty }{\frac {b_{p^{n}}}{p^{ns}}}}
であり、ある θ < 1/2 が存在して、
{\displaystyle b_{p^{n}}=O(p^{n\theta })}
である。

### 定義へのコメント
μi が負のとき、リーマン予想を満たさないような L-函数が知られているので、条件として μi の実部が非負であることを加えている。特に、例外固有値に関連付いているマースカスプ形式(Maass cusp form)は、ラマヌジャン・ピーターソン予想が成り立ち、函数等式を持つが、リーマン予想を満たさない。
θ < 1/2 という条件は重要である。θ = 1/2 の場合は、ディリクレのエータ函数(Dirichlet eta-function)があるが、リーマン予想が成立しない。
条件 4 は、an が乗法的であることを言っていて、
{\displaystyle F_{p}(s)=\sum _{n=0}^{\infty }{\frac {a_{p^{n}}}{p^{ns}}}{\text{ for Re}}(s)>0}
が成り立つ。

### 例
S の元の典型例は、リーマンゼータ函数である。他の例は、モジュラ判別式が Δ である L-函数
{\displaystyle L(s,\Delta )=\sum _{n=1}^{\infty }{\frac {a_{n}}{n^{s}}}}
である。ここに {\displaystyle a_{n}=\tau (n)/n^{11/2}} とし、τ(n) はラマヌジャンのタウ函数とする。加えて、F が S の元で、χ が原始ディリクレ指標であれば、
{\displaystyle F^{\chi }(s)=\sum _{n=1}^{\infty }{\frac {\chi (n)a_{n}}{n^{s}}}}
で定義される Fχ も S の元である。
全ての知られている例は、保型形式のL-函数(automorphic L-function)であり、Fp(s) の相反性(reciprocals)は有界な次数 p−s の多項式である。

## 基本的性質
リーマンゼータ函数がそうであるように、S の元 F はガンマ要素 γ(s) の極から発生する自明なゼロ点を持つ。他のゼロ点は F の非自明なゼロ点と呼ばれる。これらは全て、ある帯状領域 1 − A ≤ Re(s) ≤ A に位置する。F の非自明なゼロ点で 0 ≤ Im(s) ≤ T にあるものの数を NF(T) で表すとする。セルバーグは
{\displaystyle N_{F}(T)=d_{F}{\frac {T\log(T+C)}{2\pi }}+O(\log T).}
であることを示した。ここに dF は F の次数（あるいは次元）と呼ばれる。これは、
{\displaystyle d_{F}=2\sum _{i=1}^{k}\omega _{i}}
によりあたえられる。F = 1 は、その次数が 1 より小さな 唯一のS の函数である。
F と G がセルバーグクラスであれば、それらの積はセルバーグクラスであり
{\displaystyle d_{FG}=d_{F}+d_{G}.}
が成り立つ。S の函数 F ≠ 1 は、Fi が S に属すような F = F1F2 と記述できるならいつでも F = F1 もしくは、F = F2 であるとき、函数が原始的'であるという。dF = 1 ならば、F は原始的である。すべての S の函数 F ≠ 1 は原始的な函数で記述できるである。次に示すセルバーグの予想は、原始函数への分解が一意的であることを意味する。
原始的函数の例として、リーマンゼータ函数や原始的なディリクレ指標を持つディリクレのL-函数がある。下記の予想 1 と 2 を前提とすると、ラマヌジャン予想を満たす既約なカスプ的な保型表現のL-函数は、原始的である。

## セルバーグの予想
(Selberg 1992)でセルバーグは、S の函数に関連する予想を提出した。
- 予想 1: S の全ての F に対し、整数 nF が存在し、

{\displaystyle \sum _{p\leq x}{\frac {|a_{p}|^{2}}{p}}=n_{F}\log \log x+O(1)}
となり、F が原始的であれば、いつも nF = 1 であろう。
- 予想 2: 異なる原始的な F, F′ ∈ S に対し

{\displaystyle \sum _{p\leq x}{\frac {a_{p}a_{p}^{\prime }}{p}}=O(1)}
となるであろう。
- 予想 3: もし、

{\displaystyle F=\prod _{i=1}^{m}F_{i}}
が原始的な函数へと分解し、χ が原始的ディリクレ指標であれば、
{\displaystyle F^{\chi }=\prod _{i=1}^{m}F_{i}^{\chi }}
となり、Fiχ は原始的であろう。
- S に対するリーマン予想: S の全ての元 F に対し、F の非自明なゼロ点は全て直線 Re(s) = 1/2 の上にあるであろう。

### 予想の結果
予想 1 と 2 は、F が s = 1 で位数 m の極を持つと、F(s)/ζ(s)m は整函数であることを示唆している。特にこの結果は、デデキント予想を含んでいる。
ラム・ムーティ(M. Ram Murty)は (Murty 1994) で、予想 1 と 2 はアルティン予想(Artin conjecture)を含むことを示した。実際、ムーティは、有理数の可解拡大(solvable extension)のガロア群に対応するアルティンのL-函数が、ラングランズ予想により予想されるように、保型表現であることを示した。
S の函数は、素数定理の類似をも満たす。F(s) は直線 Re(s) = 1 上のゼロ点を持たない。上記のように、予想 1 と 2 は S の中の函数の原始的な函数への一意的な分解を意味する。他の結果としては、F が原始的であれば、nF = 1 と同値である。